# Badminton-Südamerikameisterschaft 2016
Die Badminton-Südamerikameisterschaft 2016 fand vom 7. bis zum 14. Dezember 2016 in Lima in Peru statt.

## Sieger und Platzierte
| Disziplin    | Gold | Silber | Bronze                                                                                   |
| ------------ | --- | --- | ---------------------------------------------------------------------------------------- |
| Herreneinzel | José Guevara | Alisson de Souza Vasconcellos | Diego Mini                                                                               |
| Herreneinzel | José Guevara | Alisson de Souza Vasconcellos | Iván León                                                                                |
| Dameneinzel  | Daniela Macías | Paloma da Silva | Naira Beatriz Vier                                                                       |
| Dameneinzel  | Daniela Macías | Paloma da Silva | Daniela Zapata                                                                           |
| Herrendoppel | Bastian Lizama Cristian Araya | Bruno Mauricio Barrueto Deza Diego Subauste | Luiz Eduardo Martinez Mateus Cutti                                                       |
| Herrendoppel | Bastian Lizama Cristian Araya | Bruno Mauricio Barrueto Deza Diego Subauste | Daniel La Torre José Guevara                                                             |
| Damendoppel  | Luz María Zornoza Roca-Rey Paula Lucía La Torre Regal | Dánica Nishimura Daniela Macías | Camila Macaya Maria Delia Zambrano                                                       |
| Damendoppel  | Luz María Zornoza Roca-Rey Paula Lucía La Torre Regal | Dánica Nishimura Daniela Macías | Bianca de Oliveira Lima Naira Beatriz Vier                                               |
| Mixed        | Luz María Zornoza Diego Mini | Bianca de Oliveira Lima Matheus Voigt | Paloma da Silva Lucas Gilinski da Cunha                                                  |
| Mixed        | Luz María Zornoza Diego Mini | Bianca de Oliveira Lima Matheus Voigt | Fernanda Saponara Rivva Bruno Mauricio Barrueto Deza                                     |
| Mannschaft   | Brasilien Lucas Constant Mateus Cutti Luiz Eduardo Martinez Sergio Nakanishi Gustavo Pereira Rodolfo Salles Alisson de Souza Vasconcellos Matheus Voigt Jaqueline Carvalho Thayse Cruz Jaqueline Kempner Leticia Konno Marta Lopes Bianca de Oliveira Lima Paloma da Silva Estefane Ventura Naira Beatriz Vier | Peru Bruno Barrueto Renzo Camogliano Telge Rodrigo Camogliano Telge José Guevara Nicolás Macías Diego Mini Diego Subauste Daniel La Torre Inés Castillo Stefany Chen Micaela Flores Daniela Macías Dánica Nishimura Fernanda Saponara Rivva Paula La Torre Yue Yang Cao Daniela Zapata Luz María Zornoza | Chile Cristian Araya Iván León Bastián Lizama Camila Macaya Ashley Montre Loreto Pontigo |

## Teams
| Platz | Team        | Pld | W | L | MF | MA | MD  | GF | GA | GD  | PF  | PA  | PD   | Pts | Qualifikation |
| ----- | ----------- | --- | - | - | -- | -- | --- | -- | -- | --- | --- | --- | ---- | --- | ------------- |
| 1     | Brasilien   | 3   | 3 | 0 | 12 | 3  | +9  | 25 | 9  | +16 | 671 | 535 | +136 | 3   | 1.            |
| 2     | Peru        | 3   | 2 | 1 | 11 | 4  | +7  | 24 | 8  | +16 | 647 | 446 | +201 | 2   | 2.            |
| 3     | Chile       | 3   | 1 | 2 | 7  | 8  | −1  | 15 | 17 | −2  | 507 | 545 | −38  | 1   | 3.            |
| 4     | Argentinien | 3   | 0 | 3 | 0  | 15 | −15 | 0  | 30 | −30 | 332 | 631 | −299 | 0   | 4.            |